# Crisi dei Grandi Laghi
L'espressione Crisi dei Grandi Laghi (o Crisi dei profughi dei Grandi Laghi) si riferisce alla migrazione forzata di oltre due milioni di profughi ruandesi avvenuta nel 1994 a causa degli eventi successivi al genocidio del Ruanda. I profughi erano principalmente di etnia Hutu, in fuga dalle azioni di rappresaglia che i Tutsi del Fronte Patriottico Ruandese (RPF) stavano mettendo in atto nel corso dell'invasione del Ruanda. Molti di questi profughi trovarono rifugio in Zaire (oggi Repubblica Democratica del Congo), ma quasi tutti gli stati della regione dei Grandi Laghi furono interessati dalla migrazione.
Gli sforzi delle organizzazioni internazionali di portare aiuti umanitari ai profughi furono spesso ostacolati dal fatto che i campi profughi, soprattutto in Zaire, erano usati da organizzazioni di militanti Hutu come la Interahamwe come basi per condurre azioni di guerriglia contro il governo dell'RPF in Ruanda, per cui i profughi furono di fatto coinvolti negli sviluppi della guerra civile ruandese, tra cui la prima guerra del Congo.

## Contesto
La Crisi dei Grandi Laghi è un elemento di una complessa sequenza di eventi drammatici che sconvolsero il Ruanda e i paesi circostanti negli ultimi decenni del XX secolo, e che a loro volta hanno alla propria origine il rapporto conflittuale fra Hutu e Tutsi nel Ruanda postcoloniale. Sebbene le origini di questo conflitto si possano ricondurre a una contrapposizione sociale fra i due gruppi già presente nell'antico Regno del Ruanda, esso prese la forma attuale soprattutto nell'epoca dell'amministrazione belga, che contribuì a irrigidire la distinzione fra Hutu e Tutsi e a diffondere l'idea che si trattasse di una contrapposizione etnica. In epoca coloniale i Tutsi (che costituivano l'aristocrazia tradizionale del Ruanda) collaborarono con i colonizzatori e ricavarono da questo rapporto numerosi privilegi, che di fatto rafforzarono il loro predominio sugli Hutu. All'indipendenza del Ruanda, gli Hutu (che erano la maggioranza nel paese) presero il potere, dando inizio a un periodo di discriminazione di segno opposto a quella precedente, causando tra l'altro la fuga di molti Tutsi in Uganda e in altri paesi confinanti.
La guerra civile ruandese (1990-1993) si caratterizzò come un tentativo dei Tutsi (organizzati politicamente e militarmente nel Fronte Patriottico Ruandese, RPF) di opporsi al governo di etnia Hutu guidato dal presidente Juvénal Habyarimana. La fine del conflitto, avvenuta con gli Accordi di Arusha (1993), portò una pace di breve durata. L'assassinio di Habyarimana, pur non rivendicato da alcuna forza politica, diede infatti l'avvio a un'azione di rappreseglia su vasta scala degli Hutu nei confronti dei Tutsi e dei simpatizzanti dell'RPF, nota come genocidio del Ruanda.
A sua volta, il genocidio spinse l'RPF a riprendere le armi e a dare inizio ad un nuovo tentativo di invasione del paese (dopo quelli che avevano già caratterizzato la guerra civile del 1990-1993). L'azione dell'RPF fu così incisiva e violenta da causare la fuga in massa degli Hutu, a partire dall'aprile del 1994. Lo storico francese Gérard Prunier ha osservato che "la maggior parte degli Hutu che rimasero in Ruanda lo fecero solo perché non erano riusciti a scappare in tempo".

## L'esodo
La migrazione degli Hutu ebbe caratteristiche peculiari rispetto ad altri movimenti di profughi in fuga dalla guerra. Essa fu in gran parte un'operazione pianificata dalle autorità Hutu piuttosto che un movimento caotico di persone in cerca di scampo dai combattimenti. I rifugiati si insediarono in grandi accampamenti a ridosso del confine ruandese, sotto la guida dei loro leader politici e capi militari; Joël Boutroue, un incaricato dell'UNHCR che visitò i campi, disse che "dalle discussioni con i capi dei rifugiati... si capisce che l'esilio viene considerato come un modo per proseguire la guerra con altri mezzi".
La migrazione fu anche di proporzioni eccezionali e avvenne molto velocemente. Verso la Tanzania si spostarono nel mese di aprile circa 500.000 ruandesi; nella sola giornata del 28 il ponte di Rusumo fu attraversato da 250.000 persone, evento che l'UNHCR descrisse come "l'esodo più veloce dei tempi moderni". Entro maggio, altre 200.000 persone erano fuggite in Burundi dalle province di Kibungo, Kigali-Rurale e Butare.
Mentre l'RPF avanzava verso la capitale Kigali, l'esercito francese, intervenuto nel conflitto, stabiliva una propria area di controllo (detta "Zona Turchese" dal nome dell'operazione, Opération Turquoise) nel sudovest del Ruanda. Nella Zona Turchese trovarono rifugio numerosi profughi delle regioni circostanti, che però dovettero nuovamente migrare quando i francesi decisero di ritirarsi. Circa 300.000 persone migrarono fra luglio e agosto dalla Zona Turchese verso la città di Bukavu, in Zaire. La caduta di Gisenyi (18 luglio), una delle roccaforti del governo Hutu, spinse altri 800.000 profughi ad attraversare il confine diretti in Zaire.
Secondo le stime dell'UNHCR, alla fine di agosto circa 2,1 milioni di profughi avevano lasciato il Ruanda; la maggior parte di queste persone erano raccolte in 35 campi profughi in Burundi, Tanzania e Zaire. I cinque campi di maggiori dimensioni si trovavano nei dintorni di Goma, la capitale del Nord Kivu in Zaire, e ospitavano complessivamente 850.000 persone. Altre 650.000 si trovavano in altri campi ancora in Zaire, nei dintorni di Bukavu e Uvira; 270.000 in nove campi profughi in Burundi; 570.000 in otto campi in Tanzania. I campi profughi dello Zaire, in particolare nell'area di Goma, erano quelli più militarizzati, e di fatto costituivano i nuovi quartieri generali delle milizie Hutu, che godevano tra l'altro dell'appoggio del presidente dello Zaire Mobutu Sese Seko. Questi campi erano tanto grandi e popolosi che col tempo si trasformarono in vere e proprie città, complete di ristoranti, negozi, e persino alberghi e sale cinematografiche.
Circa 140.000 profughi rientrarono in Ruanda nei due mesi successivi l'esodo, ma questo movimento cessò rapidamente, per due motivi. Innanzitutto, le milizie Hutu che controllavano i principali campi, come la Interahamwe (uno dei gruppi paramilitari che avevano guidato il genocidio del 1994) si opponevano al ritorno dei loro connazionali in patria, e arrivarono a minacciare lo staff dell'UNHCR affinché smettessero di operare a favore del rimpatrio dei profughi. Inoltre, a partire dal settembre del 1994 iniziarono a circolare voci secondo cui l'RPF si stava macchiando di nuovi crimini contro gli Hutu rimasti in Ruanda. Questi due fattori limitarono considerevolmente i tentativi di rimpatrio dei profughi, e già nei primi mesi del 1995 questo movimento di rientro era cessato del tutto.

## Emergenza umanitaria
Nella prima settimana di luglio si contarono nei campi circa 600 decessi, e nelle due settimane successive, a causa dell'aumento del numero dei profughi e del progressivo deterioramento delle condizioni igieniche, il ritmo salì a 2000 morti alla settimana. Nei pressi di Goma, verso la fine del mese, si raggiunse il picco di 7000 morti alla settimana, a causa del diffondersi del colera e della diarrea. Il bilancio complessivo dell'epidemia di colera nei campi raggiunse quota 50.000. Con l'arrivo delle piogge, al colera e alla diarrea si aggiunse la meningite. Nel campo di Mugunga, che si trovava in un'area di roccia vulcanica in cui non era possibile scavare fosse, i corpi non potevano essere seppelliti. Il rappresentante delle Nazioni Unite presso il Ruanda, Shahryar Khan, definì in quel periodo i campi profughi "una rivisitazione dell'inferno".
L'attenzione che i mass media internazionali rivolsero alla situazione dei profughi convinse il presidente degli Stati Uniti Bill Clinton a definire quello che avveniva in Ruanda "la più grave crisi umanitaria dell'ultima generazione", e si iniziarono a mobilitare risorse per portare aiuto ai profughi. Circa 200 organizzazioni mandarono propri esponenti e aiuti umanitari ai campi di Goma, e l'UNHCR registrò un ingresso di donazioni di circa un milione di dollari al mese. Grazie a questi interventi, verso la fine del 1994 il tasso di mortalità dei campi era fortemente diminuito. L'esercito degli Stati Uniti forniva supporto logistico per le operazioni umanitarie dalla propria base presso l'Entebbe International Airport in Uganda. Alcune ONG espressero perplessità sul fatto che forze militari fossero coinvolte nell'operazione, ma in definitiva risultò chiaro che solo l'esercito poteva garantire il supporto logistico efficiente e affidabile necessario per affrontare un'emergenza umanitaria su scala così vasta.
La situazione in Burundi e in Tanzania non era grave come in Zaire, ma comunque complessa. Quando era iniziato l'esodo, la Tanzania disponeva già di un certo numero di campi profughi che erano stati creati pochi anni prima per accogliere i rifugiati della guerra civile in Burundi, e che erano rimasti inutilizzati quando questi rifugiati erano rimpatriati alla fine della crisi nel loro paese. Tuttavia, il numero di profughi provenienti dal Ruanda era notevolmente superiore a quello per cui i campi in Tanzania erano attrezzati.
Le Nazioni Unite chiesero agli stati membri di unire propri forzi specifici a quelli dell'unione. Fra i primi a intervenire ci furono gli Stati Uniti, che già all'inizio dell'emergenza avevano iniziato a paracadutare rifornimenti alimentari sui campi. Tuttavia, i campi erano nel caos, e spesso si verificavano episodi di violenza nella folla che cercava di raggiungere i contenitori lanciati dagli aerei. Gli Stati Uniti in ogni caso rifiutarono di portare gli aiuti via terra, proprio a causa della situazione di anarchia e di violenza diffusa dei campi. La Francia contribuì soprattutto attrezzando un ospedale da campo nella zona del lago Kivu. Israele collaborò al progetto francese inviando presso l'ospedale del lago un grande numero di volontari, fra cui anche specialisti e persino chirurghi di fama mondiale, in una delle missioni mediche più imponenti della sua storia. Anche i Paesi Bassi inviarono medici e infermieri; la Germania ambulanze; e l'Irlanda mezzi pesanti per il trasporto di viveri e medicinali.

## Militarizzazione dei campi

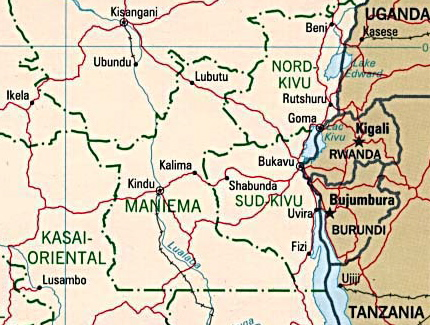
Il confine Zaire-Ruanda

All'interno dei campi prese forma gradualmente una struttura di potere che replicava quella politica del Ruanda durante l'amministrazione Hutu, e in larga misura quella dell'esercito ruandese (FAR). La distribuzione degli aiuti umanitari era sotto il controllo di un'elite in gran parte costituita da politici e ufficiali dell'esercito, ed era in grado di punire i propri avversari impedendo loro l'accesso a cibo e medicinali, e di imporre comunque un sistema di privilegi. Nel campo di Kibumba, per esempio, si rilevò che il 40% della popolazione riceveva 5 volte meno cibo di un 13% di privilegiati. I profughi che protestavano per queste disuguaglianze, o che si rifiutavano di collaborare con questa struttura di potere, erano soggetti a ulteriori discriminazioni, intimidazioni e in alcuni casi vennero addirittura giustiziati.
Man mano che la situazione si stabilizzava, le organizzazioni umanitarie cominciarono a criticare la forte presenza dell'esercito ruandese nei campi e l'uso indiscriminato della violenza con cui i politici e i militari tenevano sotto controllo la popolazione. A rendere ancora più complessa la situazione da un punto di vista morale c'era il fatto che i gruppi militari e paramilitari che beneficiavano in massima misura degli aiuti erano gli stessi che erano stati responsabili del genocidio in Ruanda. Molti volontari iniziarono a esprimere dubbi sul fatto che fosse sensato "dare da mangiare agli assassini" e contribuire al "più confuso pantano umanitario di tutti i tempi". Fra le prime organizzazioni di rilievo a ritirarsi ci fu Medici senza frontiere, che definì l'operazione umanitaria in Zaire "un totale disastro sul piano etico". Seguì l'International Rescue Committee, un organo storico dell'UNHCR, i cui rappresentanti commentarono che: "lo sforzo umanitario è diventato una risorsa e la gente lo sta manipolando come non era mai successo in passato. Certe volte non dovremmo intervenire anche se c'è un disastro". A seguire abbandonarono i campi profughi, per motivi analoghi, Oxfam, Save the Children e Cooperative for Assistance and Relief Everywhere (CARE). Alcune di queste organizzazioni espressero la speranza che il gesto clamoroso di abbandonare i profughi al loro destino avrebbe spinto la comunità internazionale ad agire in modo deciso per la smilitarizzazione dei campi. L'UNHCR, in ogni caso, continuò a operare a favore dei profughi. L'alto commissario Sadako Ogata dichiarò in seguito a tale proposito:
Sia per le organizzazioni che scelsero di ritirarsi che per quelle che decisero di rimanere, la crisi dei Grandi Laghi fu un momento di estensiva rivalutazione dei propri mandati, delle proprie procedure, e dei propri principi etici.
Le Nazioni Unite fecero numerosi appelli a favore di un intervento internazionale volto a separare i militari dai civili. Il segretario dell'ONU Boutros Boutros-Ghali fece richieste dirette a oltre 40 paesi, ottenendo una sola risposta affermativa. Alla fine, l'ONU scese al compromesso di utilizzare soldati dello Zaire per garantire un livello minimo di sicurezza nei campi, una soluzione che comunque era evidentemente non ideale.

## Cessazione degli aiuti
Sebbene la situazione dei profughi fosse tutt'altro che risolta, l'attenzione internazionale diminuì rapidamente a partire dall'inizio del 1995. Anche le Nazioni Unite, in assenza di appoggi economici e concreti, dovettero mutare politica, tentando in alcuni casi anche soluzioni eccezionali come il rimpatrio forzato dei profughi in violazione delle norme internazionali sui rifugiati.
I militanti Hutu consideravano i campi profughi come protezione e fonte di risorse per le loro attività di guerriglia, per cui ostacolavano le attività di rimpatrio, trattando i profughi sostanzialmente come ostaggi. Nel frattempo portavano avanti le trattative col presidente dello Zaire Mobutu Sese Seko, che era potenzialmente interessato al rovesciamento del governo di Kagame e dell'RPF in Ruanda. Le frequenti incursioni dei militanti Hutu dai campi attraverso il confine in territorio ruandese spinsero l'RPF a denunciare l'UNHCR come alleato dei suoi nemici, cosa che contribuì a indebolire ulteriormente la credibilità di un prolungato intervento internazionale nella crisi.
Di fronte al crescente immobilismo della situazione, nel gennaio del 1996 il governo del Burundi (che stava affrontando una nuova guerra civile) decise di sfollare i campi sul proprio territorio imponendo ai profughi di rimpatriare in Ruanda. Gli sfollati cominciarono a trasferirsi in Tanzania, costringendo la Tanzania a chiudere i confini ad aprile.

## Prima guerra del Congo

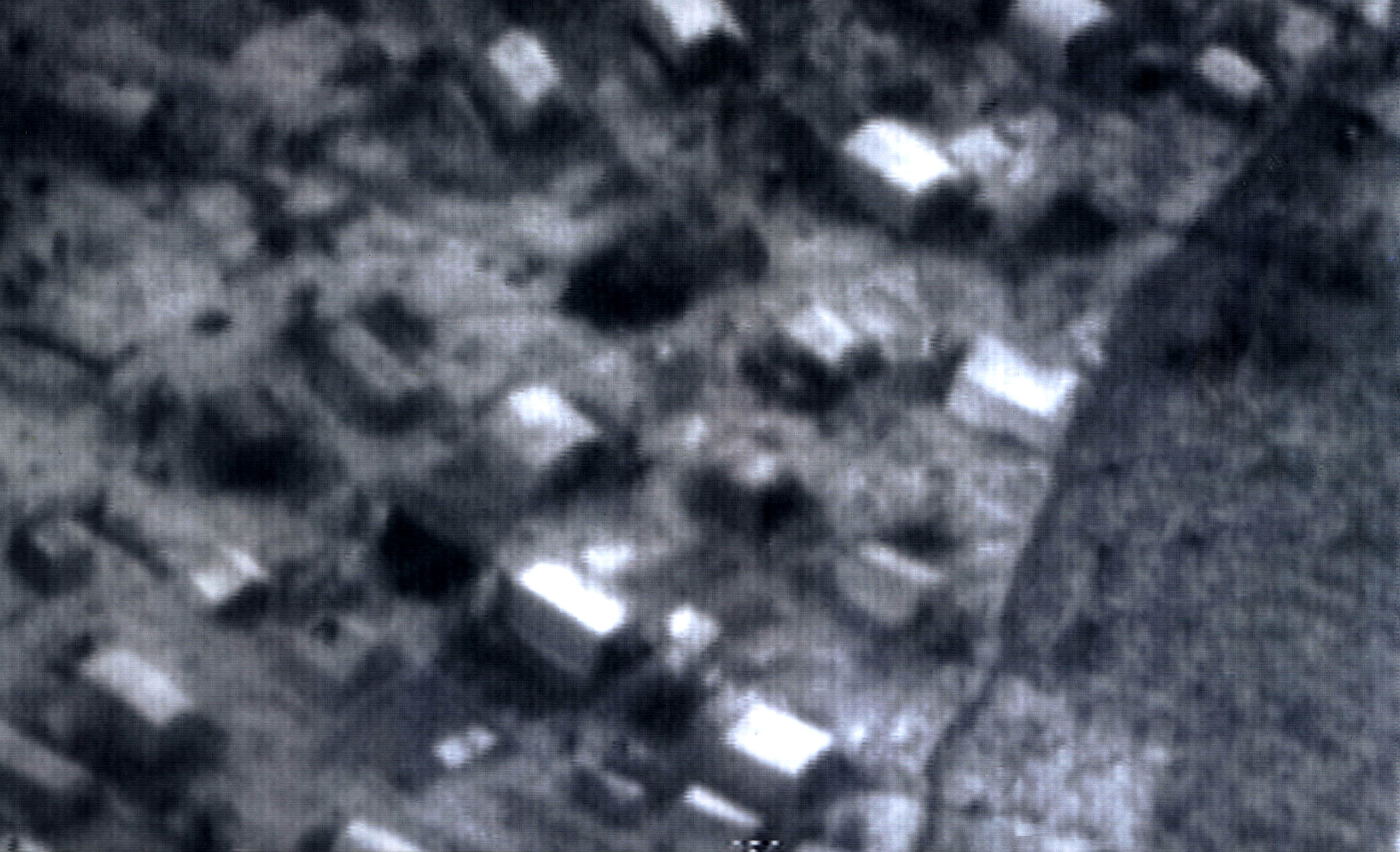
Campo profughi presso Sakè (Congo RD), novembre 1996

Nel corso del 1996 le milizie Hutu che avevano come basi i campi profughi in Zaire intensificarono le loro azioni di guerriglia, non solo in Ruanda, ma anche ai danni del popolo Banyamulenge (discendenti di Tutsi migrati dal Ruanda circa un secolo prima) dello Zaire orientale. Il Ruanda rispose armando i Banyamulenge, e la situazione degenerò in un conflitto interno allo Zaire, che contrapponeva il Nord Kivu e il Sud Kivu. In questo periodo Uganda e Ruanda iniziarono a pianificare il rovesciamento del governo di Mobutu Sese Seko, appoggiando l'ascesa del suo avversario Laurent Kabila.
Per porre fine al conflitto nel Kivu, il governo dello Zaire decise in ottobre di espellere i Banyamulenge. Questa decisione ottenne il risultato opposto di spingere il Ruanda all'intervento diretto in Zaire in difesa dei Banyamulenge. Mentre gli eserciti di Zaire e Ruanda si fronteggiavano attraverso il lago Kivu, emerse sulla scena il movimento ribelle della Alleanza di Forze Democratiche per la Liberazione dello Zaire (Alliance des Forces Démocratiques pour la Libération du Congo-Zaïre, AFDL), guidato da Kabila e armato dall'RPF e dall'Uganda. L'AFDL e l'esercito ruandese iniziarono un'azione combinata di attacchi contro le milizie Hutu, proseguendo poi le operazioni su una scala più vasta con l'obiettivo ultimo di rovesciare il governo dello Zaire, in quella che venne in seguito battezzata prima guerra del Congo.
Un elemento essenziale dello svolgimento della guerra fu il tentativo da parte dell'AFDL e dell'esercito ruandese di sgomberare i campi profughi lungo il confine. Nel novembre del 1996 diversi campi nella zona del Kivu furono conquistati dall'AFDL, costringendo i profughi a un nuovo esodo. In un primo tempo le milizie Hutu impedirono ai profughi di fuggire in Ruanda, trasferendoli forzatamente a Mugungu; man mano che l'AFDL e l'RPF prevalevano nel conflitto, però, le milizie persero il controllo della situazione, e centinaia di migliaia di profughi riuscirono a rimpatriare. Altri presero invece la via opposta, allontanandosi dal confine verso il centro dello Zaire. AFDL e RPF avanzarono a loro volta, inseguendo i profughi e dirigendosi contemporaneamente verso la capitale. Si ritiene che decine di migliaia di persone siano morte durante questa fuga mentre cercavano di attraversare la regione delle foreste pluviali dello Zaire orientale.
Nel dicembre del 1996 il governo tanzaniano obbligò i profughi presenti sul proprio territorio a rimpatriare. All'inizio del 1997 la maggior parte dei profughi era rientrata in Ruanda.

## Conseguenze
La prima guerra del Congo ebbe l'effetto di rovesciare il governo di Mobutu Sese Seko; raggiunta la capitale Kinshasa, l'AFDL prese il potere. Kabila divenne presidente e ribattezzò lo Zaire Repubblica Democratica del Congo. I rapporti di Kabila con il Ruanda e l'Uganda, che lo avevano appoggiato, peggiorarono rapidamente, fino a sfociare in un nuovo conflitto, la seconda guerra del Congo, il più sanguinoso dopo la Seconda guerra mondiale. Sebbene la guerra si sia conclusa nel 2002, le regioni del Kivu sono tuttora teatro di scontri etnici riconducibili alla crisi iniziata con la guerra civile ruandese.
Anche nel Ruanda ci sono ancora strascichi del lungo periodo di scontri iniziato negli anni '90. Il governo ruandese è ancora impegnato nel tentativo di portare una riconciliazione definitiva fra Hutu e Tutsi, e i processi per i responsabili del genocidio sono talmente numerosi che per portarli a termine più velocemente il governo ha deciso di affidarli in parte alle gacaca, i tribunali tradizionali locali a livello di villaggio.